# Багмет Андрій Євгенович
Багмет Андрій Євгенович (5 (18) серпня 1887, с. Максимівка, Костянтиноградський повіт, Полтавська губернія, Російська імперія — 1966, Полтава, УРСР) — український фольклорист, письменник та лексикограф, педагог.

## Біографія
Андрій Євгенович народився в селі Максимівці (нині Карлівського району Полтавської області України) в селянській сім'ї.
Про період його життя до 30-ти років (до 1917) відомо лише що він здобув педагогічну освіту і займався викладацькою діяльністю.
У пореволюційний час викладав українську мову в школі, а на дозвіллі занотовував скарби народної творчості.
1929 року у Полтаві вийшла друком «Збірка українських приказок та прислів'їв», де він був одним зі збирачів матеріалу та його упорядником.
Виступаючи також як прозаїк, друкував у пресі оповідання, вірші, драматичні твори.
1938 року вийшов його «Збірник вправ з орфографії» для школярів.
На початку війни Радянського Союзу із гітлерівською Німеччиною А. Багмету було вже 54 роки.

У книзі Віктора Ревегука, де він посилається також на В. Сергійчука містяться відомості про участь вчителя Андрія Багмета у діяльності управи Українського Червоного Хреста за часів німецької окупації Полтави. Після ліквідації німцями Полтавської управи УЧХ у липні 1942 року, деякі його функції перебрав благодійний відділ Полтавської міської управи, до якого перейшла і частина співробітників Полтавської управи УЧХ. Його співробітники, як після звільнення Полтави вважали представники НКВС, проводили «контрреволюційну націоналістичну агітацію» серед радянських військовополонених і цивільного населення та намагалися залучити до підпілля ОУН українську інтелігенцію. Заарештований енкаведистами П. Харченко на допиті 20 жовтня 1943 року показав, що особлива увага зверталася ними на пропаганду ідей української державності серед селянства. З цією метою в села Опішнянського, Диканського і Новосанжарського районів виїжджали вчителі Андрій Багмет і Олександр Дигас, О. Потульницька та ін. Після відновлення радянської влади на Полтавщині ті з українських патріотів, які врятувалися від фашистів і не виїхали на захід, опинилися в застінках НКДБ. У жовтні 1943 року чекістами були заарештовані П. Марченко, С. Грига, А. Багмет та ін. Можливо, тут йдеться про А. Багмета.
Після війни А. Багмет викладав українську мову в Полтавському педагогічному інституті та деякий час у Херсоні.
Лише 1956 року вийшов на пенсію, жив у Полтаві. Свій вільний час віддавав словникарській роботі.
У цей час почалась епопея публікації його «Словника синонімів української мови», історія якої досі до кінця не з'ясована.
Як «Матеріали до синонімічного словника української мови» наприкінці 1958 року ця робота була запропонована журналу «Вітчизна», де вона викликала певне зацікавлення.
На пропозицію працівника журналу Володимира П'янова видатний український перекладач Микола Лукаш виїздив разом із ним до Полтави, познайомився з А. Багметом, оцінив зібрані ним матеріали. Відтак зголосився допомогти в підготовці їх до друку. Щоб нейтралізувати негативну позицію тогочасного мовного інституту АН УРСР скористалися допомогою та авторитетом Максима Рильського.
У «Передмові до синонімічного словника А. Багмета» в журналі «Вітчизна» він писав:
|                                      | Із сказаного вище цілком, здається мені, природно випливає думка про потребу українського синонімічного словника. Ми такого словника ще не маємо. Андрій Багмет, ентузіаст цієї справи, багато вже років з гідною заздрощів запопадливістю збирає, вивчає, систематизує, коментує синоніми української мови. Переглядаючи сторінки укладеного ним синонімічного словника, можна сперечатися щодо вміщення в тому чи іншому "гнізді" того чи іншого слова, можна в окремих випадках не погоджуватись із тлумаченнями тов. Багмета, можна навіть поставити на обговорення самий принцип, покладений в основу його роботи. Але робота - велика і гідна уваги. Хай це буде не "справжній", зроблений за всіма вимогами сучасної лексикології та лексикографії словник, хай це будуть тільки матеріали до словника. Проте корисність і цікавість оцих матеріалів і для письменників і для читачів не підлягає ніякому сумніву, а багатолітня праця Андрія Багмета заслуговує нашої подяки. |
| — 18.XI. — 1958 р. Максим Рильський. | |

Словник публікувався до сьомого номера за 1962 р. Уже з восьмого номера журнал редагував інший редактор: замість померлого Давида Копиці виданням керував Любомир Дмитерко, відомий в українській літературі як вірний ландскнехт сталінського тоталітаризму в керівництві СПУ під час найбрутальніших чисток кінця 1940-х рр. У наступному номері вміщено редакційне повідомлення про припинення друкування «Матеріалів…» А. Багмета «у зв'язку з тим, що видані останнім часом словники з української мови певною мірою задовольнили гостру потребу в подібних мовних посібниках». Редакція сподівалася, що «все цінне з „Матеріалів“ буде використане Інститутом мовознавства АН УРСР в роботі над науковим синонімічним словником української мови» [21]**.
Однак і цього виявилося замало. Навздогін припиненій публікації у журналі вміщено статтю працівника академічного Інституту мовознавства, найвагоміша частина якої присвячувалася недолікам словника Багмета [22- 22. Франко З. Т. На нашій спільній ниві // Вітчизна. — 1963. — № 3. — С. 193—199. [23]. Там само. — С. 197. [24]. Там само. — С. 198]. Укладачеві закидалася «теоретична плутанина, невизначеність поняття синоніма, а звідси й випадковість зліплення гнізда, ряду і невизначеність його меж, безсистемність щодо подачі чи неподачі тлумачень і ілюстрацій, неправильність тлумачень багатьох слів тощо» [23]. Особливе роздратування авторки викликали чутки про спроби випустити словник через видавництво: «Що ж, користі науці він не принесе, шкоди — також» [24]. Проте друкований донос подіяв, і словник окремим виданням в Україні так ніколи і не з'явився.
І лише 1969 р. друкування «Матеріалів…» вдалося поновити в журналі «Україна» [25 — 25. Україна. — 1969. — № 2. — С. 21. [26]. Там само.]*. При цьому в короткій передмові так було визначено джерело одержання тексту для публікації: «Редакція журналу „Україна“ скористалася люб'язністю письменника Дмитра Гринька, який розшукав частину рукопису, і вирішила продовжувати публікацію. Ми сподіваємось, що донька А. Багмета — Галина Андріївна та дружина його — Катерина Іванівна сприятимуть доведенню цієї благородної справи до кінця» [26].
Отже, йдеться все про той же рукопис словника, підготовлений свого часу Лукашем для друкування у «Вітчизні». Пройшло ще понад десять років, і словник у незавершеному вигляді випустило за кордоном Наукове товариство імені Шевченка [27]. Звісно, жодних згадок про участь Лукаша у підготовці праці до друку видання не містило, натомість підкреслювалася роль Дмитра Гринька в його оприлюдненні. У передмові редактори Григор Лужницький та Леонід Рудницький так оцінювали позицію влади й офіційного мовознавства в Україні: «Прикривання мовчанкою, а то й цілковите нехтування праці Багмета над лексикографією синонімів української мови, особливо ж його вже опублікованих „Матеріалів“, є направду явищем щонайменше дивовижним у науці» [28—28. Лужницький Г., Рудницький Л. Від редакції // Там само. — С. VI.]**.
Значним явищем української лексикографії став укладений ним синонімічний словник української мови, що в 1959—1962 роках друкувався в журналі «Вітчизна» під назвою «Матеріали до синонімічного словника української мови». Друкування не було доведене до кінця.
Продовження цієї праці з'явилося в журналі «Україна» з подачі Д. Гринька і тривало протягом 1969—1971 років і теж не завершене.
Обидві ці публікації згодом були зведені докупи і видані 1982 року в діаспорі, у США, під назвою «Словник синонімів української мови» (Наукове товариство імені Т. Шевченка, серія «Пам'ятки української мови й літератури», Т. IX). У цьому виданні передруковано також передмову М. Рильського, вміщену у журналі «Вітчизна» (1959), та передмову з журналу «Україна» (1969).
Помер у Полтаві, похований на міському кладовищі.

## Праці
Видання:
- Багмет А. Словник синонімів української мови / Ред.: Г. Лужницький і Л. Рудницький. — Ню-Йорк; Париж; Сидней; Торонто, 1982. — Т. 1: А—П. — ХІІІ, 465 с. — (Пам'ятки укр. мови й літератури / НТШ; Т. 9).
- Багмет А. Словник синонімів української мови / Ред. Г. Лужницький і Л. Рудницький. Нью-Йорк; Париж; Сидней; Торонто, 1982. Т. 1 (А–П). (На основі матеріалів, що друкувалися в журналах «Вітчизна». 1959. № 2, 1962, № 7 і «Україна», 1969, № 2 — 1971, № 41;

Тільки частина матеріялів до словника була опублікована в журналах «Вітчизна» та «Україна». Саме на основі тих матеріялів виданий цей словник.

## Відгуки
Український поет і літературознавець Петро Ротач так сказав про нього:

| Статті про Андрія Євгеновича Багмета, українського словникаря, фольклориста і письменника, на жаль, не знайдемо в жодній енциклопедії, в тому числі й в УЛЕ — Українській літературній енциклопедії, том І, 1988, де їй місце. Можна зауважити: не він один. Це правда, що багато цікавих і самовідданих трудівників нашого письменства залишається поза увагою довідкових видань. А ще правда і в тому, що багатьох із них за життя в силу різних причин, в тому числі й політичних, обходили увагою, намагалися просто їх не помічати, як надто «дрібних». Людина згодом помирає, розвіюється її архів, немає де зібрати про неї біографічні відомості. Тому небагато скажемо ми і про Андрія Багмета. Але сказати треба.[6] |
Про нього:
- Рудницький Леонід: Андрій Багмет. Словник синонімів української мови